# 藤原祐
藤原 祐（ふじわら ゆう）は、日本のライトノベル作家。

## 経歴・人物
2002年に『ルナティック・ムーン』で第9回電撃ゲーム小説大賞で最終選考に残るも受賞を逃す。しかし、2003年に同作品を加筆訂正し、電撃文庫より『ルナティック・ムーン』シリーズ第1作として出版、デビューを遂げた。
デビュー以来コラボ小説等を除き著作全てのイラストを椋本夏夜が手がけていたが、シリーズ4作目『@HOME』及びシリーズ5作目「煉獄姫」ではそれぞれ別のイラストレーターとなっている。
2022年にはカクヨム投稿小説『レリック／アンダーグラウンド』がコミカライズとなってヤングキングラムダの創刊号より連載開始。

## 作品リスト

### 小説
電撃文庫にて刊行
- 『ルナティック・ムーン』（2003年9月 - 2005年4月）
  - 『ルナティック・ムーン』
  - 『ルナティック・ムーンII』
  - 『ルナティック・ムーンIII』
  - 『ルナティック・ムーンIV』
  - 『ルナティック・ムーンV』
- 『レジンキャストミルク』（2005年9月 - 2007年12月）
  - 『レジンキャストミルク』
  - 『レジンキャストミルク2』
  - 『レジンキャストミルク3』
  - 『レジンキャストミルク4』
  - 『レジンキャストミルク5』
  - 『レジンキャストミルク6』
  - 『レジンキャストミルク7』
  - 『レジンキャストミルク8』
  - 『れじみる』
  - 『れじみる。JUNK』
- 『アカイロ／ロマンス』（2008年8月 - 2009年12月）
  - 『アカイロ/ロマンス 少女の鞘、少女の刃』
  - 『アカイロ/ロマンス 少女の恋、少女の病』
  - 『アカイロ/ロマンス 薄闇さやかに、箱庭の』
  - 『アカイロ/ロマンス 白日ひそかに、忘却の』
  - 『アカイロ/ロマンス 枯れて舞え、小夜の椿』
  - 『アカイロ/ロマンス 舞いて散れ、宵の枯葉』
- 『煉獄姫』 （2010年8月 - 2013年1月）
  - 『煉獄姫』
  - 『煉獄姫 二幕』
  - 『煉獄姫 三幕』
  - 『煉獄姫 四幕』
  - 『煉獄姫 五幕』
  - 『煉獄姫 六幕』
- 『@HOME』（2010年11月-2012年9月）
  - 『@HOME　我が家の姉は暴君です。』
  - 『@HOME2　妹といちゃいちゃしたらダメですか？』
  - 『@HOME3　長男と長女を巡る喧噪。』
- 『ロストウィッチ・ブライドマジカル』（2013年9月 - 2014年1月）
  - 『ロストウィッチ・ブライドマジカル』
  - 『ロストウィッチ・ブライドマジカル2』
- 『鮮血のエルフ』（2015年2月-同年7月）
  - 『鮮血のエルフ』
  - 『鮮血のエルフ2』
- 『ファイナルファンタジーXIV きみの傷とぼくらの絆 〜ON (THE NOVEL) LINE〜』（2017年6月）

電撃の新文芸にて刊行
- 『母をたずねて、異世界に。 〜実はこっちが故郷らしいので、再会した家族と幸せになります〜』（2024年3月 - ）
  - 『母をたずねて、異世界に。 〜実はこっちが故郷らしいので、再会した家族と幸せになります〜』
  - 『母をたずねて、異世界に。2 〜実はこっちが故郷らしいので、再会した家族と幸せになります〜』
  - 『母をたずねて、異世界に。3 〜実はこっちが故郷らしいので、再会した家族と幸せになります〜』
  - 『母をたずねて、異世界に。4 〜実はこっちが故郷らしいので、再会した家族と幸せになります〜』

### 漫画原作
ヤングキングラムダにて連載
- 『レリック／アンダーグラウンド 〜最強の“失せ物”探しパーティー、ダンジョンの罪を裁く〜』（2022年5月 - 2024年2月、全4巻）

LINEマンガにて連載
- 『クビキリヒメ』（2023年3月 - 7月、※トライアル連載。単行本未刊行）